# Železniční trať Tywyn – Nant Gwernol

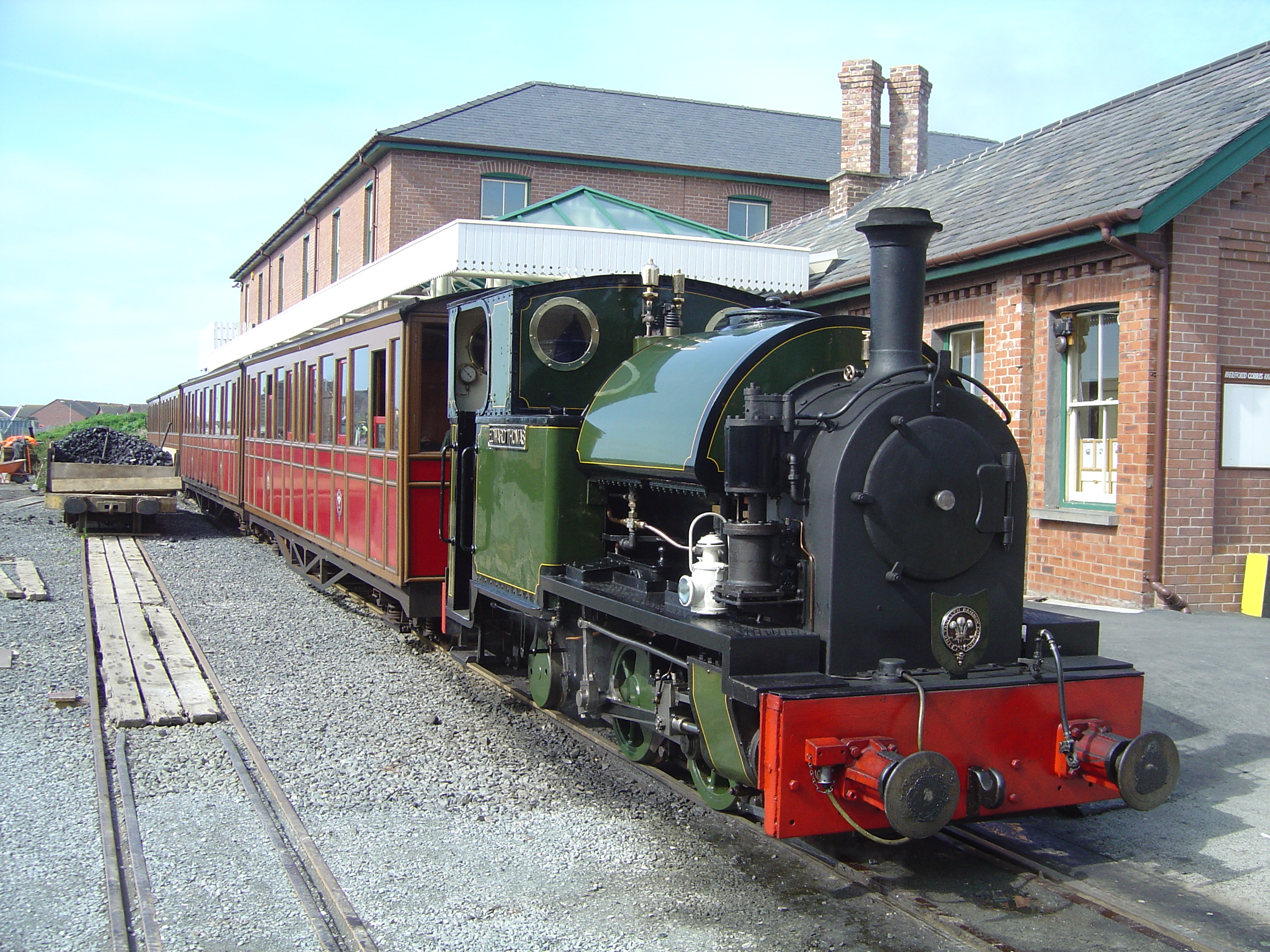
Lokomotiva č.4 Edward Thomas stojí v Tywynu, duben 2005

Plánek železnice

Železniční trať Tywyn - Nant Gwernol (anglicky Talyllyn Railway, velšsky Rheilffordd Talyllyn) je samostatná úzkorozchodná dráha ve Středním Walesu spojující Tywyn s Nant Gernolem. Je dlouhá 11,67 km a byla otevřena v roce 1866 za účelem dopravy břidlice z lomů v Bryn Eglwys do Tywynu. Rozchod kolejí je 686 mm.
Dnes je tato železnice především turistickou atrakcí.